# Белоголовая пипра
Белоголовая пипра (лат. Pseudopipra pipra) — вид птиц из семейства манакиновых. Единственный вид рода Pseudopipra. Выделяют 13 подвидов. Распространены в Центральной и Южной Америке.

## Таксономия
Вид  впервые официально описан шведским натуралистом Карлом Линнеем в 1758 году в десятом издании Systema Naturae под биноменом Parus pipra. Линней основывался на описании, опубликованном голландским коллекционером Альбертом Себой в 1735 году в его Thesauri, и хотя Линней указал типовое местоположение как Indiis, вполне вероятно, что экземпляр Себы был привезен из Суринама. Белоголовая пипра впоследствии была отнесена к роду Pipra. В 1992 году американский орнитолог Ричард Прум (Richard Prum) опубликовал исследование морфологии сиринкса у птиц из рода Pipra. Он обнаружил, что род является полифилетическим, и предложил поместить белоголовую пипру в восстановленный род Dixiphia, который первоначально был введен немецким орнитологом Людвигом Райхенбахом в 1850 году. Последующие молекулярно-филогенетические исследования подтвердили эти предположения, и большинство орнитологов последовало за Прумом и поместили белоголовую пипру в род Dixiphia. Однако, в 2016 году Гай Кирван и его коллеги показали, что Dixiphia на самом деле является младшим синонимом Arundinicola, и в качестве замены выделили род Pseudopipra.
Выделяют 13 подвидов:
- P. p. anthracina (Ridgway, 1906) — Коста-Рика и запад Панамы
- P. p. bolivari (Meyer de Schauensee, 1950) — северо-запад Колумбии
- P. p. minima (Chapman, 1917) — запад Колумбии
- P. p. unica 	(Meyer de Schauensee, 1945) — север, центр и юг Колумбии
- P. p. pipra	 (Linnaeus, 1758) — восток Колумбии, Венесуэла, Гайана и север Бразилии
- P. p. coracina	 (Sclater, 1856) — центр Колумбии, северо-запад Венесуэлы, восток Эквадора и север Перу
- P. p. discolor (Zimmer, 1936) — северо-восток Перу
- P. p. pygmaea (Zimmer, 1936) — река Уальяга (северо-восток Перу)
- P. p. occulta (Zimmer, 1936) — северная честь центра Перу
- P. p. comata (Berlepsch & Stolzmann, 1894) — южная часть центра Перу
- P. p. microlopha (Zimmer, 1929) — восток Перу и запад бразильской части Амазонии
- P. p. separabilis (Zimmer, 1936) — юго-восток бразильской части Амазонии
- P. p. cephaleucos (Thunberg, 1822) — юго-восток Бразилии

## Описание
Белоголовая пипра — маленькая короткохвостая птица с толстым крючковатым клювом, длиной 9—10 см. Самцы номинативного подвида весят в среднем 11,0 г; самки немного тяжелее и в среднем весят 12,8 г. Выражен половой диморфизм. Взрослые самцы в основном чёрного цвета с белой короной. Самки и молодые самцы оливково-зелёные с серой головой и горлом, а нижняя часть тела серо-зелёная, бока тела с оливковым оттенком. Радужная оболочка у самцов и самок красного цвета.

## Места обитания
Белоголовая пипра населяет густые влажные леса и прилегающие к ним высокие вторичные редколесья, также встречается в более молодых вторичных лесах и изолированных "островках" леса в саваннах в бассейне рек Ориноко и Рио-Негро, включая амазонские каатинги или кампинараны. В Эквадоре этот вид, по-видимому, отсутствует в равнинных лесах, предпочитая вместо этого холмистую местность на высоте более 250 м над уровнем моря. В Колумбийских Андах обычно встречается на высотах от 600 до 1200 м, хотя на их самой северной оконечности этот вид встречается на высоте до 100 м над уровнем моря.

## Биология
Белоголовая пипра питается преимущественно фруктами, которые срывает с деревьев во время полёта. В состав рациона входят также насекомые.
Как и у других манакиновых, для белоголовой пипры в сезон размножения характерны совместные брачные танцы. Самцы данного вида более рассредоточены по сравнению с другими видами манакиновых. Три—четыре самца располагаются в пределах слышимости друг друга на расстоянии до 100 м друг от друга. Самцы летают между горизонтальными насестами высотой 3—12 м и на расстоянии до 50 м друг от друга пикирующим полётом, а в присутствии самки медленным порханием, похожим на порхание бабочки. Самка выбирает одного из самцов, после совокупления самец оставляет самку и не принимает никакого участия в насиживании яиц и уходе за потомством.
Гнездо в виде открытой чашечки сооружается из растительных волокон, гифов грибов (Marasmius sp.: Marasmiaceae), фрагментов пальмовых листьев, покрытых снаружи опавшими листьями и связанных между собой и прикреплённых к субстрату с помощью паутины. Гнезда обычно располагаются в лесу с густым подлеском, часто в просветах между стволами деревьев, на высоте 1,0—9,8 м над землей. В кладке два яйца размером 20,5×13,5 мм, грязно-белого цвета с винно-коричневыми отметинами. Время инкубации и остальные аспекты биологии размножения не описаны. 